# Relaciones Corea del Norte-España
Las relaciones Corea del Norte-España son las relaciones bilaterales entre estos dos países. Corea del Norte abrió una embajada en España en 2014, sin embargo,  cerró en 2023  España no tiene embajada en Corea del Norte, pero su embajada en Corea del Sur opera para asuntos diplomáticos entre ambos países.
Todos los asuntos consulares españoles que se deban resolver sobre territorio norcoreano son llevados a cabo por la Embajada de Suecia en Pionyang, en virtud de un acuerdo bilateral hispanosueco.
Además, el Ministerio de Asuntos Exteriores español recomienda su registro en la Embajada de Seúl, en Corea del Sur, en caso de que se pretenda residir temporal o definitivamente en Corea del Norte, o bien acceder puntualmente al país, ante la posibilidad de que las relaciones entre las dos Coreas, ya de por sí delicadas, puedan empeorar en cualquier momento. Es por ello que España considera la totalidad del territorio de Corea del Norte como zona de riesgo para los ciudadanos españoles que viajen a este país.

## Relaciones diplomáticas
El 15 de diciembre de 2000, el Consejo de Ministros dio luz verde al establecimiento de relaciones diplomáticas con la República Democrática Popular de Corea. España mantiene formalmente relaciones diplomáticas con Pionyang desde el 7 de febrero de 2001. Las relaciones se canalizaron desde 2006 en régimen de acreditación múltiple desde la embajada de España en Seúl y desde la embajada de Corea del Norte en París. Corea del Norte abrió su propia embajada residente en Madrid en octubre de 2013.
España ha apoyado y participado en el programa de ayuda humanitaria para Corea del Norte que desarrolla la UE. En septiembre de 2007, se contribuyó asimismo a paliar los daños provocados por las inundaciones que asolaron el país en agosto. El gobierno firmó un acuerdo con Cruz Roja española para canalizar la ayuda a través de este organismo que trabajaría directamente con Cruz Roja de Corea del Norte y bajo la supervisión de Cruz Roja Internacional.
El 11 de diciembre de 2001, el viceministro de Asuntos Exteriores, Paek Nam-sun, realizó una visita oficial a España. El 25 de octubre de 2013, el viceministro de Asuntos Exteriores, Kung Sok-ung en el marco de la apertura formal de una embajada residente y mantuvo encuentros con el Secretario de Estado de Asuntos Exteriores y el director general de América del Norte, Asia y Pacífico.
El 19 de septiembre de 2017, el ministro español de asuntos exteriores, Alfonso Dastis informó de que España iba a expulsar al embajador norcoreano en España, Kim Hyok-chol debido al lanzamiento de misiles sobre Japón por parte de Corea del Norte. Se informó de que el embajador dispondría hasta el día 30 de ese mes para abandonar el país.

### Asalto a la embajada de Corea del Norte en Madrid
En febrero de 2019 se produjo un asalto a la embajada de Corea del Norte en Madrid. Un grupo de personas atacaron y allanaron la embajada, robaron teléfonos móviles, dos memorias USB y un disco duro de la misma y se los entregaron a la Oficina Federal de Investigaciones (FBI) en Estados Unidos. El ataque tuvo lugar después de la Cumbre de Singapur entre Corea del Norte y Estados Unidos y antes del acercamiento de la cumbre de Hanói. A principios de abril de 2019, una persona había sido arrestada en relación con el incidente y la Audiencia Nacional española había emitido dos órdenes de arresto internacionales. Los supuestos autores son coreanos de segunda o tercera generación, ciudadanos de México, Estados Unidos y Corea del Sur, aunque los gobiernos estadounidense y surcoreanos negaron directamente cualquier conexión con el asalto. El tipo de ataque se catalogó como violento debido a que los perpetradores portaron armas blancas y réplicas de armas de fuego cortas. Varios miembros del personal de la embajada fueron tratados por contusiones y uno por lesión al saltar desde una ventana del piso superior para alertar a la policía. Las investigaciones de las autoridades españolas se mantuvieron en secreto durante el primer mes; cuando publicaron sus hallazgos, incluidos los nombres de los presuntos autores, fueron criticados por poner en peligro la vida de las personas nombradas. El Cuerpo Nacional de Policía informó de forma privada a los medios que se sospechaba, aunque no pudo ser probado, de la Agencia Central de Inteligencia estadounidense (CIA) porque el ataque fue profesional en su precisión. La CIA negó la acusación taxativamente. El gobierno de Corea del Norte describió el asalto como un acto de terrorismo y exigió una investigación internacional; sin embargo, no se facilitó mayor información por parte de la misión diplomática.

## Personalidades destacadas
- Alejandro Cao de Benós de Les y Pérez: es un político y periodista español, más conocido por ser el primer representante cultural occidental de Corea del Norte en las relaciones con Occidente, por lo que dispone de nacionalidad norcoreana honorífica. Es el presidente de la Asociación de Amistad con Corea (KFA) y ha abogado permanentemente por la República Popular Democrática de Corea desde 1990. Es delegado especial honorario de ese país y delegado especial del Comité de Relaciones Culturales con Países Extranjeros. En Corea del Norte se lo conoce por el nombre de 조선일 Choseon-il (‘Corea es una’). Tiene fijada su residencia en España, donde desempeña funciones de representación para Corea del Norte.[5]